# Dentaspis langloisi
Dentaspis langloisi är en insektsart som beskrevs av Alfred Serge Balachowsky och Michael D. Ferrero 1965. Dentaspis langloisi ingår i släktet Dentaspis och familjen pansarsköldlöss.
Artens utbredningsområde är Centralafrikanska republiken. Inga underarter finns listade i Catalogue of Life.